# Emmanuel Ekwueme
Emmanuel Ifeanyi Ekwueme (ur. 22 listopada 1979 w Aboh) – nigeryjski piłkarz występujący pomocnika. Były reprezentant Nigerii, uczestnik Pucharu Narodów Afryki 2004.

## Kariera klubowa

### Początki w Nigerii
Pierwszym klubem w piłkarskiej karierze Ekwueme był NEPA Lagos FC, w którym to zadebiutował w 1996 w wieku 17 lat, w pierwszej lidze. W 1997 przeszedł do innego pierwszoligowca, Jasper United FC. W 1998 powrócił do gry i z zespołem z miasta Onitsha zajął 4. miejsce w lidze.

### Polonia i krótki okres gry w Widzewie
Latem 1999 po pół roku gry w Jasper United Ekwueme wyjechał do Europy i trafił do Polski. Dzięki rekomendacji Emmanuela Olisadebe, z którym Ekwueme grał w Jasper United, trafił do Polonii Warszawa. W polskiej ekstraklasie zadebiutował w 1. kolejce, 21 lipca 1999 w zremisowanym 1:1 wyjazdowym meczu z Widzewem Łódź. Szybko przebił się do pierwszej jedenastki warszawskiego zespołu, łącznie rozegrał 26 meczów w lidze, w których zdobył 1 gola (25 września w wygranym 1:0 wyjazdowym meczu z Górnikiem Zabrze). Z Polonią Ekwueme wywalczył zarówno mistrzostwo Polski (9 punktów przewagi nad drugą Wisłą Kraków), a także Puchar Ligi Polskiej (w zwycięskim 2:1 finale z Legią Warszawa grał pełne 90 minut). W sezonie 2000/2001 Ekwueme został wybrany „Najlepszym Zagranicznym Piłkarzem” w plebiscycie tygodnika „Piłka Nożna”. W lidze rozegrał 21 meczów i z Polonią wywalczył zarówno Superpuchar Polski (wygrany 4:2 finał z Amiką Wronki) oraz Puchar Polski (wystąpił w obu finałowych meczach z Górnikiem Zabrze). Rundę jesienną sezonu 2001/2002 Ekwueme spędził w Polonii, na wiosnę został wypożyczony do Widzewa Łódź, z którym zajął 10. miejsce w ekstraklasie. W sezonie 2002/2003 w Warszawie spędził podobnie jak przed rokiem, tylko rundę jesienną, wiosną opuścił klub.

### Wisła Płock
W styczniu 2003 przeniósł się do Wisły Płock. W Wiśle zadebiutował 15 marca w przegranym 0:1 meczu z Polonią. Łącznie w zespole z Płocka zagrał w 10 meczach i zdobył 1 gola (zwycięstwo 1:0 z Groclinem Dyskobolią). Brał udział także w obu meczach finałowych o Puchar Polski. W sezonie 2003/2004 zagrał w 11 meczach, a z Wisłą zajął 5. miejsce w lidze. Latem 2004 wyjechał na wakacje do ojczyzny, ostatecznie zerwał kontrakt z klubem z Płocka. Nie dostał jednak pozwolenia na znalezienie sobie nowej drużyny do stycznia 2005. Podpisał wówczas kontrakt z Lechem Poznań, ale zaraz potem wyjechał do Grecji.

### Grecja
Przeszedł do Arisu Saloniki, jednak Lech skierował sprawę do sądu, gdyż Ekwueme miał podpisany kontrakt z dwoma klubami. Nie mógł grać w Grecji aż do rozstrzygnięcia sprawy, ostatecznie przyznano rację Arisowi i Ekwueme zadebiutował w Alpha Ethniki. Do końca sezonu zagrał w 8 meczach i zdobył 1 gola (w przegranym 1:3 meczu z PAOK-iem Saloniki), a Aris zajmując 14. miejsce, został zdegradowany do drugiej ligi. Na sezon 2005/2006 przeniósł się do trzecioligowego PAE Weria i zagrał w nim 18 meczów, awansując z tym klubem do drugiej ligi.

### Warta i Znicz
We wrześniu 2007 Ekwueme powrócił do Polski i podpisał kontrakt z II-ligową Wartą Poznań do maja 2008. Warta zajęła na koniec sezonu 14. miejsce, Ekwueme wystąpił w 6 meczach i po sezonie odszedł. Reprezentował następnie barwy Znicza Pruszków.

### Kariera w liczbach
| Sezon   | Klub             | Kraj    | Rozgrywki                     | Mecze | Bramki |
| ------- | ---------------- | ------- | ----------------------------- | ----- | ------ |
| 1996    | NEPA Lagos FC    | Nigeria | Nigeria Premier League        | ?     | ?      |
| 1997    | Jasper United FC | Nigeria | Nigeria Premier League        | ?     | ?      |
| 1998    | Jasper United FC | Nigeria | Nigeria Premier League        | ?     | ?      |
| 1999    | Jasper United FC | Nigeria | Nigeria Premier League        | ?     | ?      |
| 1999/00 | Polonia Warszawa | Polska  | Orange Ekstraklasa            | 26    | 1      |
| 2000/01 | Polonia Warszawa | Polska  | Orange Ekstraklasa            | 21    | 0      |
| 2001/02 | Polonia Warszawa | Polska  | Orange Ekstraklasa            | 14    | 0      |
| 2001/02 | Widzew Łódź      | Polska  | Orange Ekstraklasa            | 7     | 2      |
| 2002/03 | Polonia Warszawa | Polska  | Orange Ekstraklasa            | 14    | 1      |
| 2002/03 | Wisła Płock      | Polska  | Orange Ekstraklasa            | 10    | 1      |
| 2003/04 | Wisła Płock      | Polska  | Orange Ekstraklasa            | 11    | 0      |
| 2004/05 | Wisła Płock      | Polska  | Orange Ekstraklasa            | 0     | 0      |
| 2004/05 | Aris FC          | Grecja  | Alpha Ethniki                 | 8     | 1      |
| 2005/06 | PAE Weria        | Grecja  | 3. liga                       | 18    | 0      |
| 2006/07 | PAE Weria        | Grecja  | Beta Ethniki                  | ?     | ?      |
| 2007/08 | Warta Poznań     | Polska  | II liga polska                | 6     | 0      |
| 2008/09 | Znicz Pruszków   | Polska  | II liga polska                | 24    | 0      |
|         |                  |         | Łącznie w Orange Ekstraklasie | 103   | 5      |
|         |                  |         | Łącznie w Alpha Ethniki       | 8     | 1      |

## Kariera reprezentacyjna
W reprezentacji Nigerii Emmanuel Ekwueme zadebiutował 7 października 2000 roku w wygranym 2:0 meczu z Madagaskarem, rozegranym w ramach eliminacji do Pucharu Narodów Afryki 2002.
W 2002 Emmanuel został powołany na obóz przygotowawczy do Pucharu Narodów Afryki. Ostatecznie jednak nie został powołany do kadry na ten turniej odbywający się w Mali.
W 2004 Ekwueme był członkiem kadry na Puchar Narodów Afryki 2004. Zagrał tam w 3 meczach jako lewy pomocnik – grupowym z RPA (4:0), półfinałowym z Tunezją (1:1 i 3:5 w karnych) oraz o 3. miejsce z Mali (1:0) i przywiózł z tej imprezy brązowy medal. W tym samym roku grał także w niemal wszystkich meczach kwalifikacyjnych do Mistrzostw Świata w Niemczech, pomimo tego, że przez pół roku pozostawał bez klubu.

## Życie prywatne
Od 2006 żonaty. Jest starszym bratem Martinsa, Pascala,oraz Luckiego, którzy także są piłkarzami.
Jest przedstawicielem na Nigerię polskiej firmy sportowej TICO. Zorganizował między innymi mecz towarzyski pomiędzy Drużyną TICO (zagrali w niej między innymi Nwankwo Kanu, Benedict Akwuegbu, Mobi Oparaku czy Henry Onwuzuruike) z FC Dragons Okiwe.